# مجله بوردا
مجله بوردا مشهورترین و پرخواننده‌ترین مجله مد و پوشاک در جهان است. این مجله در حال حاضر در ۸۹ کشور و به ۱۶ زبان مختلف منتشر می‌شود و در هر شماره ماهانه این مجله ۵۰ مدل لباس جدید و بسیاری از نکات فشن و مد وجود دارد. همچنین حاوی یک ضمیمه قابل جدا شدن با آموزش‌های جامع و الگوهای دوخت است.
علاوه بر مجله ماهانه اصلی، شماره‌های ویژه‌ای مانند بوردای دامن، بلوز و شلوار، بوردای کودکان، بوردای زنان درشت اندام، بوردای زنان ریزه اندام، و دوزندگی برای تازه‌کاران آموزش‌های وسیع‌تری را برای خیاطان آماتور فراهم می‌کند. بوردا هم‌اکنون در ایران هم -با وجود آنکه نماینده رسمی ندارد- معتبرترین مجله مد و خیاطی محسوب می‌شود.
آنه بوردا خالق این مجله، در سال ۱۹۵۰ نخستین شماره از مجله «مُد بوردا» را منتشر کرد.